# Minla à ailes bleues
Actinodura cyanouroptera
Espèce
Statut de conservation UICN

 LC  : Préoccupation mineure
Le Minla à ailes bleues (Actinodura cyanouroptera) est une espèce d'oiseaux de la famille des Leiothrichidae.

## Description
Le minla à ailes bleues mesure 15 cm de long.
Il a une couronne et une crête bleues ainsi que des plumes rectrices et rémiges d'un bleu profond.

## Comportement et alimentation
Le minla à ailes bleues est un oiseau sédentaire. Comme beaucoup de timalie, il vit souvent en groupe de 5 à 15 oiseaux. Il mange des insectes qu'il capture dans le feuillage ou en vol.
Cet oiseau vit dans les forêts d'altitude.

## Nidification
Il construit à la saison des amours un nid en forme de coupe composé de feuilles de bambous et de radicelles, nid bien caché dans un buisson.

## Répartition et sous-espèces
Selon la classification de référence du Congrès ornithologique international (15.1, 2025) :
- A. c. cyanouroptera (Hodgson, 1837) — du centre/est de l'Himalaya au nord-ouest de la Birmanie ;
- A. c. aglae (Deignan, 1942) — massif de Purvanchal (en) ;
- A. c. wingatei (Ogilvie-Grant, 1900) — des monts Hengduan au nord du Viêt Nam ;
- A. c. sordida (Hume, 1877) — sud-est de la Birmanie et nord-ouest de la Thaïlande ;
- A. c. wirthi (Collar, 2011) — plateau du Lang Bian (Laos) ;
- A. c. orientalis (Robinson & Kloss) — plateau du Lang Bian (en) noir et blanc[3] ;
- A. c. rufodorsalis (Engelbach, 1946) — sud-est de la Thaïlande et sud-ouest du Cambodge ;
- A. c. sordidior (Sharpe, 1888) — péninsule Malaise.